# Malgot István
Malgot István (Szombathely, 1941. március 13. – 2025. július 28. vagy előtte) magyar szobrász, bábművész, rendező, író, színházalapító.

## Életpályája
Középiskoláit Szombathelyen végezte. 1961-ben a Magyar Iparművészeti Főiskolán kezdte meg tanulmányait, de az első félév után mestere, Borsos Miklós eltávolítása miatt félbe kellett szakítani a főiskolát. 1964-től Magyar Képzőművészeti Főiskola hallgatója volt, ahol kétszeri felfüggesztés után 1973-ban diplomázott. Mesterei Borsos Miklós mellett Kerényi Jenő és Somogyi József voltak. 1968-ban a Pór-féle maoista összeesküvés perének negyedrendű vádlottjaként felfüggesztett börtönbüntetést kapott. 1973-tól 1999-ig Pilisborosjenőn, 1999 óta Maglódon él és dolgozik. 
Korai, a főiskolai tanulmányok lezárása után alkotott munkái acélból öntött kisplasztikák voltak. Később a szobrászat háttérbe szorult munkásságában: 1969 és 1972 között az Orfeo Együttes, majd az 1970-es évek második felében a Népszínház utazó társulata, ezt követően a kecskeméti Katona József Színház rendezőjeként és a Mozgásszínházi Tagozat vezetőjeként dolgozott. 1989-ben a Soros Alapítvány segítségével megalakította a Mérték Kulturális Értékvédő Egyesületet és létrehozta a Hold Színházat, amely szokatlan formanyelvű, groteszk, lírai hangvételű előadásokat mutatott be, jelentős hazai és külföldi sikereket ért el, végül 1997-ben feloszlott.
Az 1990-es évek második felétől készít ismét szobrokat: fából faragott, csapolt, ragasztott, festett, valamint mintázott kerámia kisplasztikákat, domborműveket és középméretű kompozíciókat. Művei antropomorf, esetenként a népi kultúra tárgyait kompozícióba illesztő, expresszív hangvételű alkotások. 1997-től több délkelet-ázsiai utazást tett (Kambodzsa, Vietnám, Laosz, Észak-Thaiföld, Jáva), amelyekről filmeket készített, illetve könyveket írt. 2002-ben – Orbán Viktorral, Makovetz Imrével és másokkal együtt – részt vett a Szövetség a Nemzetért Polgári Kör létrehozásában.

### Magánélete
Nyolc évig élt együtt Stefanovics Angéla színésznővel.

## Egyéni kiállítások
- 1971 – Csepel Galéria, Budapest (Bálványos Hubával közösen)
- 1975 – Budapesti Műszaki Egyetem kollégiuma, Budapest; Művelődési Ház, Budaörs
- 1998 – Taliándörögd
- 2016 – A szobrász Malgot, Műcsarnok, Budapest

## Rendezéseiből
- William Shakespeare – Malgot István: Rozengildék huntzutságai avagy Dromlet drák királyfi (Katona József Színház Kelemen László Kamaraszínpada, Kecskemét)
- Bertolt Brecht: Koldusopera (Katona József Színház, Kecskemét)
- Vetületek – profán játék (Katona József Színház, Mozgásszínház Tagozat, Kecskemét)
- Stephen Leacock: Rosszkircseff Mária emlékiratai (Katona József Színház, Mozgásszínház Tagozat, Kecskemét)
- Gyurkó László: A búsképű lovag, Don Quijote de La Mancha szörnyűséges kalandjai és gyönyörűszép halála (Hilton Szálló Dominikánus Udvara, Budapest)
- Mark Twain – Malgot István: Tamás úrfi, mint detektív (Népszínház, Józsefvárosi Színház, Budapest)
- Gyergyai Albert – Malgot István: Árgyélus királyfi (Népszínház)
- Erich Kästner – Malgot István: Az emberke (Népszínház)
- Oscar Wilde – Malgot István: Póruljárt kísértet (Népszínház, Józsefvárosi Színház – báb előadás)
- Rejtő Jenő – Malgot István: Piszkos Fred, a kapitány (Népszínház)
- Stanisław Lem – Malgot István: Kalandok a világűrben (Népszínház)
- Malgot István – Bereményi Géza: Presszó (Népszínház)
- William Makepeace Thackeray – Malgot István: A rózsa és a gyűrű (Népszínház)
- Gianni Rodari – Malgot István: Hagymácska különös kalandjai (Népszínház)
- Bajor Andor – Malgot István: Felicián és a kalózok (Népszínház)

## Díszletterveiből
- Elektra mindörökké (tv, 1995)
- Papírvirágok (Holdvilág Kamaraszínház)
- Évek Olvadása (Andaxínház)

## Filmek, tv
- Szarvassá vált fiúk (1974)
- Legenda a nyúlpaprikásról (1975)
- Árgyélus királyfi és Tündér Ilona (1984)
- Hidak a menny és föld között
- A cigány hold – egy cella képei (2001)

## Könyvei
- Barangolások Cambodiában; Shark Print, Kaposvár, 1999 (Editio plurilingua)
- A cigány hold; Pont, Budapest, 2001
- Korábban indulj. Barangolások Cambodiában; Kláris–Pont, Budapest, 2006 (Művészet és társadalom sorozat)
- Fuldokló istenek; Kláris–Pont, Budapest, 2007 (Művészet és társadalom sorozat)